# مئة أديلايد (تقسيم إداري)
مئة أديلايد (بالإنجليزية: Hundred of Adelaide) هي وحدة تقسيم إداري ضمن مقاطعة أديلايد في جنوب أستراليا، تم إعلانها رسميًا في 29 أكتوبر 1846. تقع ضمن حدود منطقة مدينة أديلايد الكبرى، وتشمل أجزاءً من الضواحي الشمالية والغربية للعاصمة أديلايد.

## الموقع والحدود
تقع المئة على السهل الساحلي الغربي لجنوب أستراليا، ويمتد نطاقها من نهر تورينز في الجنوب حتى مناطق بروسفيلد وإنفيلد في الشمال، وتُعتبر واحدة من أهم المناطق الحضرية في الولاية من حيث الكثافة السكانية والبنية التحتية.

## أصل التسمية
سُمّيت المئة نسبةً إلى أديلايد، عاصمة الولاية، التي تقع ضمن أراضيها. وكلمة "Hundred" في السياق الإداري الأسترالي تشير إلى تقسيمات استعمارية استُخدمت في القرن التاسع عشر لتسهيل إدارة الأراضي.

## الإدارة والتطور
رغم أن تقسيمات "المئات" لم تعد تُستخدم كوحدات إدارية مباشرة في الحكم المحلي، فإنها لا تزال تظهر في الوثائق العقارية الرسمية وفي تحديد حدود بعض البلديات. تشمل أراضي "مئة أديلايد" عدة بلديات حديثة منها نورث أديلايد، بوينتون، وهايندماش.

## بلديات ومناطق ضمن المئة
| الاسم         | الملاحظات                                                 |
| ------------- | --------------------------------------------------------- |
| مدينة أديلايد | تقع في مركز المئة وتشمل المنطقة الإدارية للبلدية الرئيسية |
| نورث أديلايد  | حي سكني شمال نهر تورينز، تابع للمدينة                     |
| بوينتون       | تقع في الجهة الغربية للمئة                                |
| هايندماش      | بلدية تاريخية غُيّرت حدودها لاحقًا ضمن مناطق أوسع            |
| بروسفيلد      | تمثل جزءًا من الحافة الشمالية للمئة                        |
| إنفيلد        | تقع جزئيًا ضمن الحدود الشمالية الشرقية للمئة               |
| وستوود        | منطقة سكنية جديدة تقع غرب مركز المدينة                    |
| هاكني         | منطقة داخلية شرق النهر تقع ضمن الحدود القديمة للمئة       |